# Dyschoriste lloydii
Dyschoriste lloydii är en akantusväxtart som beskrevs av Clarence Emmeren Kobuski. Dyschoriste lloydii ingår i släktet Dyschoriste och familjen akantusväxter. Inga underarter finns listade i Catalogue of Life.